# Sisimitalia vulnerata
Sisimitalia vulnerata är en insektsart som beskrevs av Victor Antoine Signoret 1855. Sisimitalia vulnerata ingår i släktet Sisimitalia och familjen dvärgstritar. Inga underarter finns listade i Catalogue of Life.